# Spanische Mannschaftsmeisterschaft im Schach 1970
Die spanische Mannschaftsmeisterschaft im Schach 1970 war die 14. Austragung dieses Wettbewerbs, diese wurde mit 16 Mannschaften ausgetragen. Der Titelverteidiger CA Schweppes Madrid gewann mit deutlichem Vorsprung seinen dritten Titel in Folge.

## Modus
Die 16 teilnehmenden Mannschaften wurden in vier Vorrundengruppen mit je vier Mannschaften eingeteilt und spielten in diesen ein einfaches Rundenturnier. Die vier Gruppensieger bestritten die Endrunde, die übrigen zwölf Mannschaften wurden in drei Qualifikationsgruppen für die spanische Mannschaftsmeisterschaft 1971 eingeteilt. Für die spanische Mannschaftsmeisterschaft 1971 qualifizierten sich die vier Endrundenteilnehmer sowie die drei Sieger der Qualifikationsgruppen. Gespielt wurde an vier Brettern, über die Platzierung entschied zunächst die Anzahl der Brettpunkte (ein Punkt für einen Sieg, ein halber Punkt für ein Remis, kein Punkt für eine Niederlage), anschließend die Anzahl der Mannschaftspunkte (zwei Punkte für einen Sieg, ein Punkt für ein Unentschieden, kein Punkt für eine Niederlage).

## Termine und Spielort
Das Turnier wurde vom 5. bis 10. Oktober in Valencia ausgetragen.

## Vorrunde

### Gruppe A

#### Abschlusstabelle
| Pl. | Verein                    | Sp | G | U | V | Brett-P. | Mannsch.-P. |
| --- | ------------------------- | -- | - | - | - | -------- | ----------- |
| 01. | CA Schweppes Madrid (M)   | 3  | 3 | 0 | 0 | 9,0:3,0  | 6:0         |
| 02. | RCD La Coruña             | 3  | 2 | 0 | 1 | 8,0:4,0  | 4:2         |
| 03. | CA Peña Unamuno Salamanca | 3  | 1 | 0 | 2 | 4,0:8,0  | 2:4         |
| 04. | CA Alcoy                  | 3  | 0 | 0 | 3 | 3,0:9,0  | 0:6         |

#### Entscheidungen
|     | qualifiziert für die Endrunde und vorberechtigt für die spanische Mannschaftsmeisterschaft 1971: CA Schweppes Madrid |
| (M) | Titelverteidiger |

#### Kreuztabelle
| Ergebnisse | Ergebnisse                | 1. | 2. | 3. | 4. |
| ---------- | ------------------------- | -- | -- | -- | -- |
| 01.        | CA Schweppes Madrid       |    | 2½ | 2½ | 4  |
| 02.        | RCD La Coruña             | 1½ |    | 4  | 2½ |
| 03.        | CA Peña Unamuno Salamanca | 1½ | 0  |    | 2½ |
| 04.        | CA Alcoy                  | 0  | 1½ | 1½ |    |

### Gruppe B

#### Abschlusstabelle
| Pl. | Verein                 | Sp | G | U | V | Brett-P. | Mannsch.-P. |
| --- | ---------------------- | -- | - | - | - | -------- | ----------- |
| 01. | Centro Asturiano Gijón | 3  | 1 | 1 | 1 | 7,5:4,5  | 3:3         |
| 02. | CE Barcelona           | 3  | 1 | 2 | 0 | 7,0:5,0  | 4:2         |
| 03. | CA Gambito Valencia    | 3  | 2 | 0 | 1 | 6,5:5,5  | 4:2         |
| 04. | Asociación Sevillana   | 3  | 0 | 1 | 2 | 3,0:9,0  | 1:5         |

#### Entscheidungen
|  | qualifiziert für die Endrunde und vorberechtigt für die spanische Mannschaftsmeisterschaft 1971: Centro Asturiano Gijón |

#### Kreuztabelle
| Ergebnisse | Ergebnisse             | 1. | 2. | 3. | 4. |
| ---------- | ---------------------- | -- | -- | -- | -- |
| 01.        | Centro Asturiano Gijón |    | 2  | 1½ | 4  |
| 02.        | CE Barcelona           | 2  |    | 3  | 2  |
| 03.        | CA Gambito Valencia    | 2½ | 1  |    | 3  |
| 04.        | Asociación Sevillana   | 0  | 2  | 1  |    |

### Gruppe C

#### Abschlusstabelle
| Pl. | Verein                  | Sp | G | U | V | Brett-P. | Mannsch.-P. |
| --- | ----------------------- | -- | - | - | - | -------- | ----------- |
| 01. | CE Espanyol Barcelona   | 3  | 2 | 1 | 0 | 9,0:3,0  | 5:1         |
| 02. | Caja Insular de Ahorros | 3  | 2 | 1 | 0 | 7,5:4,5  | 5:1         |
| 03. | Real Madrid CF S.d.A.   | 3  | 0 | 1 | 2 | 4,0:8,0  | 1:5         |
| 04. | CA Schweppes Las Palmas | 3  | 0 | 1 | 2 | 3,5:8,5  | 1:5         |

#### Entscheidungen
|  | qualifiziert für die Endrunde und vorberechtigt für die spanische Mannschaftsmeisterschaft 1971: CE Espanyol Barcelona |

#### Kreuztabelle
| Ergebnisse | Ergebnisse              | 1. | 2. | 3. | 4. |
| ---------- | ----------------------- | -- | -- | -- | -- |
| 01.        | CE Espanyol Barcelona   |    | 2  | 3  | 4  |
| 02.        | Caja Insular de Ahorros | 2  |    | 3  | 2½ |
| 03.        | Real Madrid CF S.d.A.   | 1  | 1  |    | 2  |
| 04.        | CA Schweppes Las Palmas | 0  | 1½ | 2  |    |

### Gruppe D

#### Abschlusstabelle
| Pl. | Verein                      | Sp | G | U | V | Brett-P. | Mannsch.-P. |
| --- | --------------------------- | -- | - | - | - | -------- | ----------- |
| 01. | CA Ateneo Marítimo Valencia | 3  | 2 | 1 | 0 | 8,0:4,0  | 5:1         |
| 02. | UGA Barcelona               | 3  | 1 | 2 | 0 | 6,5:5,5  | 4:2         |
| 03. | Impetú OAR Madrid           | 3  | 1 | 1 | 1 | 6,5:5,5  | 3:3         |
| 04. | CE Terrassa                 | 3  | 0 | 0 | 3 | 3,0:9,0  | 0:6         |

#### Entscheidungen
|  | qualifiziert für die Endrunde und vorberechtigt für die spanische Mannschaftsmeisterschaft 1971: CA Ateneo Marítimo Valencia |

#### Kreuztabelle
| Ergebnisse | Ergebnisse                  | 1. | 2. | 3. | 4. |
| ---------- | --------------------------- | -- | -- | -- | -- |
| 01.        | CA Ateneo Marítimo Valencia |    | 2  | 3  | 3  |
| 02.        | UGA Barcelona               | 2  |    | 2  | 2½ |
| 03.        | Impetú OAR Madrid           | 1  | 2  |    | 3½ |
| 04.        | CE Terrassa                 | 1  | 1½ | ½  |    |

## Endrunde
CA Schweppes Madrid war eine Klasse für sich und wurde mit 2,5 Punkten Vorsprung Meister.

### Abschlusstabelle
| Pl. | Verein                      | Sp | G | U | V | Brett-P. | Mannsch.-P. |
| --- | --------------------------- | -- | - | - | - | -------- | ----------- |
| 01. | CA Schweppes Madrid (M)     | 3  | 3 | 0 | 0 | 9,5:2,5  | 6:0         |
| 02. | CE Espanyol Barcelona       | 3  | 2 | 0 | 1 | 7,0:5,0  | 4:2         |
| 03. | Centro Asturiano Gijón      | 3  | 0 | 1 | 2 | 4,5:7,5  | 1:5         |
| 04. | CA Ateneo Marítimo Valencia | 3  | 0 | 1 | 2 | 3,0:9,0  | 1:5         |

### Entscheidungen
|     | spanischer Mannschaftsmeister: CA Schweppes Madrid |
| (M) | Titelverteidiger                                   |

### Kreuztabelle
| Ergebnisse | Ergebnisse                  | 1. | 2. | 3. | 4. |
| ---------- | --------------------------- | -- | -- | -- | -- |
| 01.        | CA Schweppes Madrid         |    | 2½ | 3  | 4  |
| 02.        | CE Espanyol Barcelona       | 1½ |    | 2½ | 3  |
| 03.        | Centro Asturiano Gijón      | 1  | 1½ |    | 2  |
| 04.        | CA Ateneo Marítimo Valencia | 0  | 1  | 2  |    |

## Qualifikation zur spanischen Mannschaftsmeisterschaft 1971
In allen drei Gruppen setzten sich die Mannschaften mit den besten Vorrundenergebnissen durch.

### Gruppe A

#### Abschlusstabelle
| Pl. | Verein                    | Sp | G | U | V | Brett-P. | Mannsch.-P. |
| --- | ------------------------- | -- | - | - | - | -------- | ----------- |
| 01. | CE Barcelona              | 3  | 2 | 0 | 1 | 8,5:3,5  | 4:2         |
| 02. | CE Terrassa               | 3  | 2 | 1 | 0 | 7,5:4,5  | 5:1         |
| 03. | CA Peña Unamuno Salamanca | 3  | 1 | 0 | 2 | 4,0:8,0  | 2:4         |
| 04. | Impetú OAR Madrid         | 3  | 0 | 1 | 2 | 4,0:8,0  | 1:5         |

#### Entscheidungen
|  | vorberechtigt für die spanische Mannschaftsmeisterschaft 1971: CE Barcelona |

#### Kreuztabelle
| Ergebnisse | Ergebnisse                | 1. | 2. | 3. | 4. |
| ---------- | ------------------------- | -- | -- | -- | -- |
| 01.        | CE Barcelona              |    | 1½ | 3½ | 3½ |
| 02.        | CE Terrassa               | 2½ |    | 3  | 2  |
| 03.        | CA Peña Unamuno Salamanca | ½  | 1  |    | 2½ |
| 04.        | Impetú OAR Madrid         | ½  | 2  | 1½ |    |

### Gruppe B

#### Abschlusstabelle
| Pl. | Verein                | Sp | G | U | V | Brett-P. | Mannsch.-P. |
| --- | --------------------- | -- | - | - | - | -------- | ----------- |
| 01. | RCD La Coruña         | 3  | 2 | 1 | 0 | 9,0:3,0  | 5:1         |
| 02. | CA Gambito Valencia   | 3  | 2 | 1 | 0 | 8,0:4,0  | 5:1         |
| 03. | Real Madrid CF S.d.A. | 3  | 1 | 0 | 2 | 4,5:7,5  | 2:4         |
| 04. | Asociación Sevillana  | 3  | 0 | 0 | 3 | 2,5:9,5  | 0:6         |

#### Entscheidungen
|  | vorberechtigt für die spanische Mannschaftsmeisterschaft 1971: RCD La Coruña |

#### Kreuztabelle
| Ergebnisse | Ergebnisse            | 1. | 2. | 3. | 4. |
| ---------- | --------------------- | -- | -- | -- | -- |
| 01.        | RCD La Coruña         |    | 2  | 3½ | 3½ |
| 02.        | CA Gambito Valencia   | 2  |    | 3  | 3  |
| 03.        | Real Madrid CF S.d.A. | ½  | 1  |    | 3  |
| 04.        | Asociación Sevillana  | ½  | 1  | 1  |    |

### Gruppe C

#### Abschlusstabelle
| Pl. | Verein                  | Sp | G | U | V | Brett-P. | Mannsch.-P. |
| --- | ----------------------- | -- | - | - | - | -------- | ----------- |
| 01. | Caja Insular de Ahorros | 3  | 2 | 1 | 0 | 10,0:2,0 | 5:1         |
| 02. | UGA Barcelona           | 3  | 2 | 1 | 0 | 9,0:3,0  | 5:1         |
| 03. | CA Schweppes Las Palmas | 3  | 1 | 0 | 2 | 3,0:9,0  | 2:4         |
| 04. | CA Alcoy                | 3  | 0 | 0 | 3 | 2,0:10,0 | 0:6         |

#### Entscheidungen
|  | vorberechtigt für die spanische Mannschaftsmeisterschaft 1971: Caja Insular de Ahorros |

#### Kreuztabelle
| Ergebnisse | Ergebnisse              | 1. | 2. | 3. | 4. |
| ---------- | ----------------------- | -- | -- | -- | -- |
| 01.        | Caja Insular de Ahorros |    | 2  | 4  | 4  |
| 02.        | UGA Barcelona           | 2  |    | 3½ | 3½ |
| 03.        | CA Schweppes Las Palmas | 0  | ½  |    | 2½ |
| 04.        | CA Alcoy                | 0  | ½  | 1½ |    |

## Die Meistermannschaft
| 1.            | CA Schweppes Madrid                                                                          |
| Schachfiguren | Román Torán Albero, Jesús Díez del Corral, Fernando Visier Segovia, Eduardo Franco Raymundo. |